# Список короткометражних фільмів «Pixar»
Першими анімаційними «пробами» студії Pixar були короткометражні мультфільми. На сьогодні Pixar випускає короткометражки за участі своїх персонажів з повнометражних фільмів, що переважно виходять разом з фільмами для домашнього відео. Та самостійні, нові мультики, які демонструються перед фільмом у кінотеатрах та з цим же фільмом на DVD.

## Короткометражки
| Назва                          | Рік  | Прем'єра в кіно разом з | Прем'єра на домашньому відео з | Нагороди (Оскар)                                          |
| ------------------------------ | ---- | ----------------------- | ------------------------------ | --------------------------------------------------------- |
| Пригоди Андре та бджілки Воллі | 1984 |                         |                                |                                                           |
| Люксо-молодший                 | 1986 | Історія іграшок 2       | Історія іграшок 2              | номінація на Найкращий Короткометражний анімаційний фільм |
| Мрії Реда                      | 1987 |                         |                                |                                                           |
| Олов'яна іграшка               | 1988 |                         | Історія іграшок                | премія Найкращий Короткометражний анімаційний фільм       |
| Дрібничка                      | 1989 | У пошуках Немо          | У пошуках Немо                 |                                                           |
| Гра Джері                      | 1997 | Пригоди Фліка           | Пригоди Фліка                  | премія Найкращий Короткометражний анімаційний фільм       |
| Про пташок                     | 2000 | Корпорація монстрів     | Корпорація монстрів            | премія Найкращий Короткометражний анімаційний фільм       |
| Нова машина Майка              | 2002 |                         | Корпорація монстрів            | номінація на Найкращий Короткометражний анімаційний фільм |
| Баранчик                       | 2003 | Суперсімейка            | Суперсімейка                   | номінація на Найкращий Короткометражний анімаційний фільм |
| Джек-Джек атакує               | 2005 |                         | Суперсімейка                   |                                                           |
| Людина-оркестр                 | 2005 | Тачки                   | Тачки                          | номінація на Найкращий Короткометражний анімаційний фільм |
| Сирник та північне світло      | 2006 |                         | Тачки                          |                                                           |
| Викрадення                     | 2006 | Рататуй                 | Рататуй                        | номінація на Найкращий Короткометражний анімаційний фільм |
| Твій друг Щур                  | 2007 |                         | Рататуй                        |                                                           |
| Престо                         | 2008 | ВОЛЛ·І                  | ВОЛЛ·І                         | номінація на Найкращий Короткометражний анімаційний фільм |
| БЕРН·І                         | 2008 |                         | ВОЛЛ·І                         |                                                           |
| Мінлива хмарність              | 2009 | Вперед і вгору          | Вперед і вгору                 |                                                           |
| Особлива місія Дага            | 2009 |                         | Вперед і вгору                 |                                                           |
| День і Ніч                     | 2010 | Історія іграшок 3       | Історія іграшок 3              | номінація на Найкращий Короткометражний анімаційний фільм |
| Луна                           | 2011 | Відважна                |                                |                                                           |
| Команда Санджея                | 2015 | Добрий динозавр         |                                |                                                           |
| Пісочник                       | 2016 | У пошуках Дорі          |                                |                                                           |
| Лу                             | 2017 | Тачки 3                 |                                |                                                           |
| Бао                            | 2018 | Суперсімейка 2          |                                |                                                           |
| TBA                            | 2022 | Валентино               | Валентино                      |                                                           |
| TBA                            | 2022 | Валентино               | Валентино                      |                                                           |
| TBA                            | 2022 | Валентино               | Валентино                      |                                                           |

## Серії короткометражок

### Тачки

#### Сирникові Байки[1]
| Назва                        | Рік  | Прем'єра                      |
| ---------------------------- | ---- | ----------------------------- |
| Сирник Рятівник              | 2008 | на Toon Disney                |
| Гарматний Сирник             | 2008 | на Toon Disney                |
| Дон Сирнико                  | 2008 | на Toon Disney                |
| Токіо Сирник                 | 2008 | У кінотеатрах разом з Вольтом |
| Неоопізнаний Літаючий Сирник | 2009 | на Disney Channel             |
| Сирник, великий реслер       | 2010 | на Disney Channel             |
| Сирник-Металіст              | 2010 | на Disney Channel             |
| Місячний Сирник              | 2010 | на DVD та Blu-ray             |
| Сирник Приватний детектив    | 2010 | на DVD та Blu-ray             |

#### Tales from Radiator Springs[2]
«Байки Радіаторного Раю», українською дубльовано не було.
| Назва                     | Рік  | Режисер                   | Прем'єра               |
| ------------------------- | ---- | ------------------------- | ---------------------- |
| Гикавка                   | 2013 | Jeremy Lasky              | Disney Channel         |
| Bugged                    | 2013 | Jeremy Lasky              | Disney Channel         |
| Spinning                  | 2013 | Jeremy Lasky              | Disney Channel         |
| The Radiator Springs 500½ | 2014 | Rob Gibbs and Scott Morse | Disney Movies Anywhere |

### ІсторіяІграшок
| Назва                | Рік  | Режисер       | Прем'єра                          |
| -------------------- | ---- | ------------- | --------------------------------- |
| Відпочинок на Гаваях | 2011 | Gary Rydstrom | Перед показом Тачки 2             |
| Small Fry            | 2011 | Angus MacLane | Перед показом Мапети              |
| Вечіркозавр Рекс     | 2012 | Mark Walsh    | Перед показом У пошуках Немо в 3D |

### Forky Asks a Question[6]
«Виделик питає» ще не дубльовано українською.
| Назва                                  | Рік  | Тривалість | Режисер      | Прем'єра |
| -------------------------------------- | ---- | ---------- | ------------ | -------- |
| What Is Money? (Що є гроші?)           | 2019 | 2 хвилини  | Bob Peterson | Disney+  |
| What Is a Friend? (Що є друг?)         | 2019 | 2 хвилини  | Bob Peterson | Disney+  |
| What Is Art? (Що є мистецтво?)         | 2019 | 3 хвилини  | Bob Peterson | Disney+  |
| What Is Time? (Що є час?)              | 2019 | 3 хвилини  | Bob Peterson | Disney+  |
| What Is Love? (Що є любов?)            | 2019 | 3 хвилини  | Bob Peterson | Disney+  |
| What Is a Computer? (Що є комп'ютер?)  | 2019 | 3 хвилини  | Bob Peterson | Disney+  |
| What Is a Leader? (Що є лідер?)        | 2019 | 2 хвилини  | Bob Peterson | Disney+  |
| What Is a Pet? (Що є домашня тварина?) | 2019 | 3 хвилини  | Bob Peterson | Disney+  |
| What Is Cheese? (Що є сир?)            | 2020 | 3 хвилини  | Bob Peterson | Disney+  |
| What Is Reading? (Що є читання?)       | 2020 | 2 хвилини  | Bob Peterson | Disney+  |

### Pixar Popcorn[7]
«Pixar Popcorn» українською ще не дубльовано
| Назва                                          | З мультфільму   | Рік  | Режисер                     | Premiere |
| ---------------------------------------------- | --------------- | ---- | --------------------------- | -------- |
| To Fitness and Beyond                          | Історія Іграшок | 2021 | Adam Rodriguez              | Disney+  |
| Unparalleled Parking                           | Тачки           | 2021 | James Ford Murphy           | Disney+  |
| Dory Finding                                   | У пошуках Немо  | 2021 | Michal Makarwicz            | Disney+  |
| Soul of the City                               | Душа            | 2021 | Christopher Chua            | Disney+  |
| Fluffy Stuff with Ducky and Bunny: Love        | Історія Іграшок | 2021 | Robert H. Russ              | Disney+  |
| Chore Day the Incredibles Way                  | Суперсімейка    | 2021 | Alan Barillaro              | Disney+  |
| A Day in the Life of the Dead                  | Коко            | 2021 | Allison Rutland             | Disney+  |
| Fluffy Stuff with Ducky and Bunny: Three Heads | Історія Іграшок | 2021 | Robert H. Russ              | Disney+  |
| Dancing with the Cars                          | Тачки           | 2021 | Juan Carlos Navarro Carrión | Disney+  |
| Cookie Num Num                                 | Суперсімейка    | 2021 | Jae Hyung Kim               | Disney+  |